# La Casa del Encuentro
La Asociación Civil la Casa del Encuentro es una ONG que defiende los derechos humanos de las mujeres en Argentina, actualmente es precedida por Ada Beatriz Rico, la organización tiene como objetivo crear un movimiento feminista por los derechos humanos de las mujeres en el país. La asociación civil cuenta con talleres de capacitación, de asistencia y orientación psicológica para víctimas de violencia y trata de personas.
La Casa del Encuentro coordina a su vez el Observatorio de Femicidios “Adriana Marisel Zambrano”. En 2008 elaboraron el primer informe sobre feminicidios en Argentina.
Tuvo un importante protagonismo organizando la histórica marcha Ni una menos, como también en la reforma en el Código Penal con la inclusión de la figura de femicidio.
La Casa del Encuentro es una de las pocas sociedades que atienden la problemática del feminicidio en Argentina, asistiendo a mujeres víctimas del flagelo, dictando talleres y elaborando estadísticas, ya que las mismas no eran elaboradas por ningún otro ente sino hasta finales del año 2015.

Nuestra visión es la construcción de un mundo basado en la igualdad de derechos, oportunidades y trato para mujeres y varones. Nuestra misión es erradicar toda forma de violencia, abuso y discriminación hacia las mujeres, adolescentes, niñas y niños, desde una perspectiva integral por los derechos humanos de las y los mismos. Nuestro objetivo es desarrollar asistencia, prevención,  investigaciones, estudios, programas, proyectos, cursos de capacitación y propuestas de incidencia en políticas públicas  y otras actividades  que tiendan a garantizar la igualdad de derechos, oportunidades y trato para mujeres y varones, y la erradicación de toda forma de violencia sexista.
La Casa del Encuentro.

## Historia

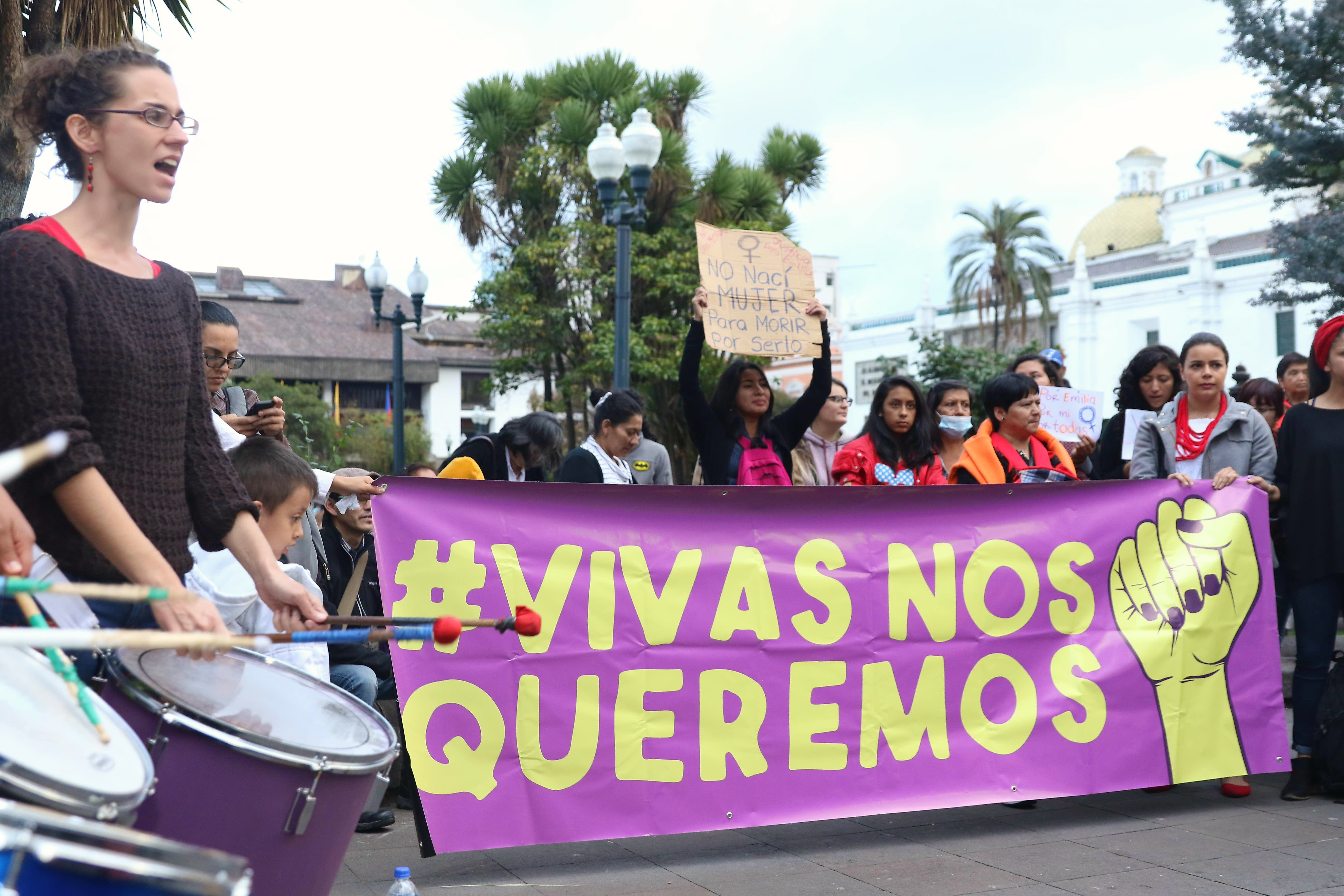
Plantón en contra de los femicidios.

El 4 de octubre de 2003 fundaron el espacio civil con apenas unos ahorros y un contrato de seis meses de alquiler. A partir de allí para consolidar el proyecto feminista fueron trazando alianzas con organismos públicos como privados, tales como el gobierno de la ciudad de Buenos Aires, la embajada de los Estados Unidos, la Fundación Avon y el Fondo de Población de las Naciones Unidas (UNPFA).
El 23 de septiembre de 2014 por iniciativa de la legisladora María Raquel Herrero, fue aprobado por una unanimidad el declarar de interés público la publicación del libro de la Casa del Encuentro Por ellas: 5 años de informes de Feminicidios en Argentina, en coincidencia con el Día Mundial contra la Explotación Sexual y la Trata de Mujeres, Niñas y Niños, además de resaltar la tarea del Observatorio de Feminicidios en Argentina Adriana Marisel Zambrano.
En diciembre de 2015 La Casa del Encuentro participó del debate global "100 mujeres" organizado por la BBC.
Carolina Stanley ministra de Desarrollo Social del presidente Mauricio Macri le ofreció a Fabiana Tuñez (una de las fundadoras de la Casa del Encuentro) la presidencia del Consejo Nacional de las Mujeres.

## Estadísticas
Antes de la manifestación llamada Ni una menos, en la argentina únicamente la Casa del Encuentro elaboraba estadísticas con respecto a las problemáticas de la violencia de género. El gobierno anunció la creación de la Unidad de Registro, Sistematización y Seguimiento de feminicidios a través de la Secretaría de Derechos Humanos tras la histórica marcha.
No existía un ente oficial que elabore estadísticas sobre el tema hasta por lo menos el 2015, Argentina no aparece en el informe que presentó Naciones Unidas en 2015 sobre la situación de la mujer en el mundo. La directora de la Casa del Encuentro reclama desde 2008 datos oficiales al gobierno nacional. Según la organización dirigida por Fabiana Tuñez, una mujer es asesinada cada treinta horas, y corre más peligro de muerte en su propia casa (en convivencia con su pareja, marido o novio) que en plena calle. En 2014 los feminicidios aumentaron en un 14% con respecto al año anterior, las edades oscilan entre los 19 a 50 años.
Entre 2008 y 2015 resultaron asesinadas 1808 mujeres por violencia de género, mientras que solo en 2014 hubo 200 niños que perdieron a su madre.
Solo en 2014 hubo 277 asesinatos, de los cuales en solo 39 casos existía la denuncia, mientras que en cuatro casos había una orden de exclusión del sujeto violento. Las provincias de Buenos Aires, Córdoba y Salta son las primeras que encabezan el listado. Los crímenes dejaron a 330 personas sin madre, de los cuales 200 son menores de 18 años. La organización insiste ante el Poder Legislativo una reglamentación para que aquel agresor que fuera condenado, se le prive automáticamente de la patria potestad sin necesidad de trámite judicial.
La última publicación de la Casa del Encuentro es un informe que da cuenta de los Femicidios cometidos en Argentina desde año 2008 al 2017. Según el Observatorio de femicidios "Adriana Marisel Zambrano", en la Argentina, durante el año 2019 se produjeron 299 femicidios y femicidios vinculados de mujeres y niñas, lo que equivale a decir, que tuvo lugar un femicidio cada 29 horas. Se denomina "femicidio vinculado" a aquellas  personas que fueron asesinadas por el femicida para castigar o destruir psíquicamente a la mujer que considera de su propiedad o aquellas que fueron muertas por intentar impedir la agresión. El 67% de los femicidas fueron parejas o exparejas de las víctimas.

## Ni una menos
Pese a las nuevas legislaciones y normativas, los feminicidios no mermaron en Argentina. Algunos funcionarios, abogados y legisladores han declarado que frecuentemente la justicia no actúa con suficiente rapidez, o inclusive que en reiteradas ocasiones no se incluye la figura de feminicidio en las causas.

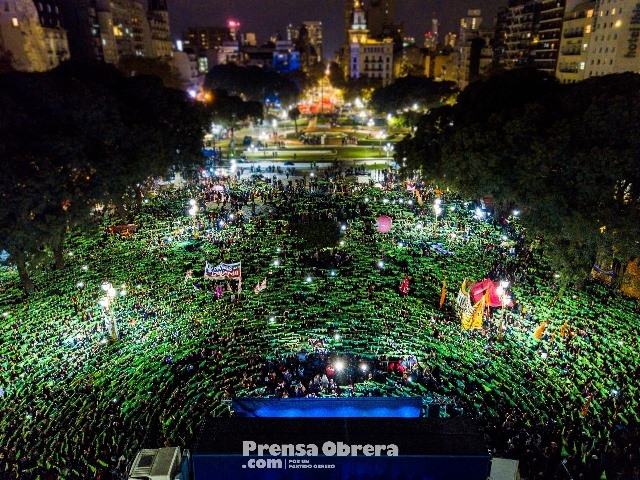
Marcha "Ni una menos" en 2018.

Debido a la situación alarmante que generaban los feminicidios en la Argentina, un grupo de mujeres organizó primero una maratón de lectura en la Plaza Boris Spivacow el 26 de marzo de 2015. Coincidía en forma alarmante el hallazgo del cadáver de Daiana García el mismo día que se cumplieron diez años de la desaparición de la estudiante neuquina Florencia Pennacchi, cuando salió de su casa en el barrio de Palermo. El objetivo era visibilizar la problemática y reclamar un freno al contador de mujeres muertas que para 2014 fue de 277. Tiempo después, el asesinato de Chiara Páez hizo que volvieran a organizarse en una nueva convocatoria frente al Congreso de la Nación, el 3 de junio de 2015. El tema fue iniciado y publicitado por un grupo de feministas, pero fue apoyado por todo personas indistintamente de su género. Aunque se convocó con alcance nacional, rápidamente se viralizó y tomó trascendencia internacional.
La convocatoria se realizó principalmente a través de las redes sociales. Numerosas figuras públicas se adhirieron, incluyendo jugadores de fútbol, actores, artistas, periodistas, deportistas, dirigentes políticos, ONG, sindicatos, famosos y personajes mediáticos.
Hubo masivas marchas en más de cien ciudades a la misma hora nucleados bajo el colectivo de Ni una menos.
En Buenos Aires se trató de una convocatoria multitudinaria frente al Congreso de la Nación con más de 300 000 personas, hombres, mujeres y niños.